# Tillamook (Oregon)
Tillamook – miasto (city), ośrodek administracyjny hrabstwa Tillamook, w północno-zachodniej części stanu Oregon, w Stanach Zjednoczonych, położone nad rzeką Trask, nieopodal jej ujścia do zatoki Tillamook. W 2010 roku miasto liczyło 4935 mieszkańców.
Osada powstała w 1851 roku, początkowo nosząc nazwę Lincoln, a następnie Hoquarton. W 1885 roku otrzymała obecną nazwę, od indiańskiego plemienia Tillamook. Oficjalne założenie miasta nastąpiło w 1891 roku.
Lokalna gospodarka opiera się na rolnictwie, przemyśle mleczarskim, serowarskim (produkcja sera cheddar) i drzewnym.
Znajduje się tutaj muzeum pionierów hrabstwa Tillamook (Tillamook Country Pioneer Museum) oraz muzeum lotnicze (Tillamook Air Museum), zlokalizowane na terenie dawnej bazy lotniczej Naval Air Station Tillamook (zamknięta w 1948).